# Achille (affresco)
Achille è un affresco rinvenuto nella casa dei Dioscuri a Pompei e custodito all'interno del Museo archeologico nazionale di Napoli.

## Storia e descrizione
L'affresco venne realizzato tra il 62 e il 79, quindi nelle date comprese tra il terremoto e l'eruzione del Vesuvio, durante i lavori di ristrutturazione della casa dei Dioscuri. Prima del suo distacco durante le esplorazioni borboniche, l'opera era posta al centro della parete settentrionale del tablino della casa; lo stesso tema, quello dell'eroe greco, è trattato anche nell'affresco centrale della parete meridionale, Achille a Sciro.
Nella scena, che si svolge all'aperto, è posto in primo piano Achille, nudo, con un mantello poggiato sulle spalle che gli copre parte del braccio destro e della coscia sinistra, nell'atto di sguainare la spada dal fodero; alle sue spalle è Atena che cerca di fermarlo. Achille, per difendere Briseide, è raffigurato intento a colpire probabilmente Agamennone, il quale doveva essere dipinto sulla sinistra, andato perduto così come le teste dell'eroe e di Atena. Il tema di questa pittura non si rinviene sovente a Pompei: un unico esempio è stato ritrovato nella casa di Apollo.